# Vígríðr
Nella mitologia norrena Vígríðr è la pianura dove avranno luogo i combattimenti, durante il Ragnarǫk.
Viene così citato nel Vafþrúðnismál, quando Vafþrúðnir mette alla prova la sapienza di Odino:

Segðu þat, Gagnráðr,

allz þú á gólfi vill

þíns um freista frama,

hvé sá völlr heitir

er finnaz vígi at

Surtr ok in sváso goð.

Óðinn kvað:

Vígriðr heitir völlr,

er finnaz vígi at

Surt ok in sváso goð;

hundrað rasta

hann er a hverjan veg,

sá er þeim völlr vitaðr.»

«Di' tu a me, Gagnráðr,

se dall'atrio vuoi

la tua sapienza provare.

Come il campo si chiama

dove scenderanno a battaglia

Surtr e gli dèi soavi?»

Disse Óðinn:

«Vígriðr si chiama il campo

dove scenderanno a battaglia

Surtr e gli dèi soavi.

Cento leghe

misura da ogni lato

il campo a loro destinato».»
(Edda poetica - Vafþrúðnismál XVIII - Traduzione di Dario Giansanti)
Nel Gylfaginning, la prima parte dell'Edda in prosa dello storico islandese Snorri Sturluson, viene così riportato:
(Snorri Sturluson - Edda in prosa LI - Traduzione di Stefano Mazza)